# Antonio Corsano
Antonio Corsano (* 21. März 1899 in Taurisano (Provinz Lecce, Apulien); † 16. Juni 1989) war ein italienischer Philosoph. Als Hochschullehrer ist er insbesondere als  Philosophiehistoriker hervorgetreten.
Corsano studierte Philosophie an der Universität Bologna und war ab 1930 zunächst als Lehrer im Schuldienst tätig. In den dreißiger Jahren stand er in engem Kontakt zu Benedetto Croce in Neapel, dessen Bibliothek und Haus er häufig besuchte. 1936 wurde er an die Universität Suor Orsola Benincasa in Neapel berufen, wo er für etwa ein Jahrzehnt Geschichte der Philosophie unterrichtete. Anschließend erhielt er einen Ruf auf die Professur für Geschichte der Philosophie an der Universität Bari, wo er über vier Jahrzehnte bis zu seiner Emeritierung lehrte. Corsano hat eine Vielzahl von Studien veröffentlicht, insbesondere zu großen Denkern der Neuzeit von der Renaissance bis zur Aufklärung, darunter Monographien zu Giordano Bruno, Tommaso Campanella, Hugo Grotius, Gottfried Wilhelm Leibniz und Giambattista Vico. Eine Ausgabe seiner Ausgewählten Werke (Opere scelte) erscheint seit 1999 unter der Schirmherrschaft der Universität Lecce im Verlag Congedo Editore in Galatina. Corsano wurden außerdem einige akademische Festschriften und Gedenkschriften gewidmet, die seinen Beitrag zur Geschichtsschreibung der Philosophie würdigen.

## Bibliographie

### Einzelschriften
- Il pensiero politico di G. B. Vico, Citta di Castello: Il solco, 1923
- Il Pomponazzi nella storia religiosa del Rinascimento, Milano: Società anonima editrice Dante Alighieri, 1935
- Umanesimo e religione in G. B. Vico, Bari: Laterza, 1935
- Il pensiero religioso italiano dall'Umanesimo al Giurisdizionalismo, Bari: Laterza, 1937
- Il pensiero di Giordano Bruno nel suo svolgimento storico, Firenze: Sansoni, 1940
- Ugo Grozio: l'umanista, il teologo, il giurista, Bari: Laterza, 1948
- Giambattista Vico, Bari: Laterza, 1956
- Studi sul pensiero del tardo Rinascimento, Firenze: Sansoni, 1958
- Tommaso Campanella, Bari: Laterza, 1961
- Bayle, Leibniz e la storia, Napoli: Guida, 1971

### Werkausgabe
Opere scelte, hrsg. von Giovanni Papuli, 6 Bde., Galatina: Congedo Editore, 1999 ff.
- Bd. 1: Per la storia del pensiero del tardo Rinascimento, ed. Ennio De Bellis, 2002, ISBN 88-8086-422-X
- Bd. 2: Il pensiero di Giordano Bruno nel suo svolgimento storico, ed. Adele Spedicati, 2002, ISBN 88-8086-458-0
- Bd. 3: Tommaso Campanella, ed. Domenico M. Fazio, 2001, ISBN 88-8086-397-5
- Bd. 4: Ugo Grozio : l'umanista, il teologo, il giurista, ed. Cristina Longo, 1999, ISBN 88-8086-303-7
- Bd. 5: G. W. Leibniz, ed. Gabriella Sava, 2000, ISBN 88-8086-341-X
- Bd. 6: Umanesimo e religione in G. B. Vico (1935) e Giambattista Vico (1956), ed. Francesco Paolo Raimondi, 1999, ISBN 88-8086-302-9

### Sekundärliteratur
- Studi in onore di Antonio Corsano (Hrsg. von Università degli Studi di Bari, Facoltà di Lettere e Filosofia), Manduria: Lacaita, 1970
- Verità e coscienza storica : scritti in memoria di Antonio Corsano, ed. Giovanni Papuli, Galatina: Congedo Editore, 1993, ISBN 88-8086-082-8
- Antonio Corsano e la storiografia filosofica del Novecento. (Atti del convegno di studi, Lecce-Taurisano 24-25 settembre 1999), ed. Giovanni Papuli, Galatina: Congedo Editore, 1999, ISBN 88-8086-301-0

| Personendaten    | Personendaten                     |
| ---------------- | --------------------------------- |
| NAME             | Corsano, Antonio                  |
| KURZBESCHREIBUNG | italienischer Philosoph           |
| GEBURTSDATUM     | 21. März 1899                     |
| GEBURTSORT       | Taurisano, Provinz Lecce, Apulien |
| STERBEDATUM      | 16. Juni 1989                     |